# Élections cantonales de 2011 dans la Marne
Les élections cantonales de 2011 dans la Marne ont pourvu au renouvellement du poste de conseiller général de la moitié des cantons marnais pour un mandat de trois ans. Les premiers tours ont été fixés au 20 mars 2011 et les seconds tours éventuels au 27 mars 2011. 

## Contexte départemental

### Les élections précédentes

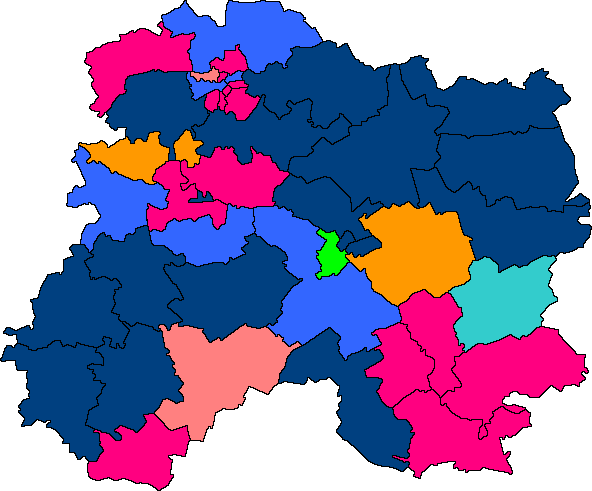
Couleur politique des cantons en 2008.

En 2004, en dehors de Reims, tous les cantons réélisent leur conseiller général sortant ou un successeur de la même couleur politique. Cependant dans « la cité des sacres », le Parti socialiste gagne deux cantons : Reims-3 où Jean-Marie Beaupuy est défait de 32 voix face à Alexandre Tunc et à Reims-6 qui voit Francis Hénon profiter d'une triangulaire avec deux candidates de droite. Dans les autres villes marnaises les victoires de la droite sont également difficiles notamment à Châlons-4 et Sainte-Menehould, où la droite ne l'emporte que d'une centaine de suffrages.
En 2008, la gauche continue sa percée dans le bassin rémois en reprenant Fismes, perdu en 2006 à la suite d'une élection partielle, et en délogeant le député Jean-Claude Thomas de son siège de conseiller général de Reims-10. La droite conserve en revanche sa majorité avec 26 sièges sur 44. Pourtant, elle se divise lors de l'élection du président du conseil général et René-Paul Savary, avec 12 voix, se retrouve distancé par le socialiste Jean-Claude Laval (17 voix) et le député centriste Charles de Courson (14 voix) au premier tour. Au second et troisième tours, le PS se retire et favorise ainsi la victoire du président sortant avec 22 voix contre 17 au conseiller général d'Heiltz-le-Maurupt.
À l'aube du renouvellement de 22 cantons, l'assemblée départementale se compose de la manière suivante.
| Parti                             | Sigle | Élus |
| --------------------------------- | ----- | ---- |
| Majorité (26 sièges)              |       |      |
| Union pour un mouvement populaire | UMP   | 17   |
| Divers droite                     | DVD   | 6    |
| Alliance centriste                | AC    | 2    |
| Nouveau Centre                    | NC    | 1    |
| Opposition (18 sièges)            |       |      |
| Parti socialiste                  | PS    | 15   |
| Divers gauche                     | DVG   | 2    |
| Europe Écologie Les Verts         | EELV  | 1    |
| Président du conseil général      |       |      |
| René-Paul Savary (UMP)            |       |      |

### Les forces en présence
Le groupe de la majorité départementale, « Ensemble pour la Marne », a créé un blog à l'occasion de ces élections,. L'UMP soutient tous les conseillers généraux de droite et du centre sortants et a investi des candidats dans tous les cantons. De leur côté, l'Alliance centriste, le Mouvement démocrate et le Nouveau Centre ont conclu un accord pour ne présenter qu'un unique candidat centriste par canton. Dans les autres cantons, chaque parti peut soutenir le candidat qu'il souhaite. Les trois formations espèrent par ailleurs reconduire cette alliance au-delà des élections cantonales.
L'opposition socialiste a elle aussi ouvert un site pour ces élections cantonales. Elle sera présente dans 18 des 22 cantons renouvelables et comptera sept candidates. Sept adhérents du nouveau parti écologiste, Europe Écologie Les Verts, ont déposé leur candidature : sur l'ensemble des cantons rémois ainsi qu'à Beine-Nauroy et Châlons-2. À la gauche de la gauche, le Front de gauche présente également des candidats dans presque tous les cantons marnais (18 sur 22). Tous sont membres du Parti communiste, exception faite de Simon Ulrich sur le canton de Reims-8 qui représente le Parti de gauche. Pour finir, le Front national, qui espère surfer sur la « vague bleu marine », présente quant à lui des candidats dans chacun des cantons du département.
Ce sont au total 107 personnes qui se présentent à ces dernières élections cantonales sur les 22 cantons renouvelables. Le canton de Reims-8 est celui qui compte le plus de candidatures, avec huit prétendants ; suivent ensuite les cantons d'Épernay-2 et Reims-3 avec sept candidats. À Châtillon-sur-Marne, Écury-sur-Coole et Saint-Remy-en-Bouzemont seuls trois candidats briguent le poste de conseiller général.

## Résultats à l'échelle du département

### Premier tour

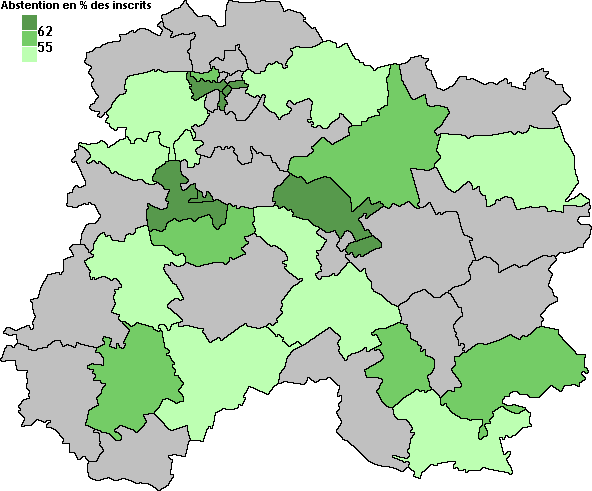
Carte de l'abstention au premier tour.
Moins de 55 %
Entre 55 et 62 %
Plus de 62 %

Le premier tour de ces élections est en premier lieu marqué par une forte abstention, plus de 60,5 % des électeurs marnais ne se sont pas rendus aux urnes. La participation ne représente plus de la moitié des inscrits que dans les cantons de Fère-Champenoise, Montmort-Lucy, Sainte-Menehould et Saint-Remy-en-Bouzemont. En moyenne, environ 45 % des électeurs des cantons ruraux ont voté contre moins de 35 % dans la plupart des cantons urbains et notamment à Reims-9, où l'abstention atteint presque 74 % des inscrits. Conséquence de l'abstention, seuls deux conseillers généraux sont élus au premier tour : Françoise Férat (AC) à Châtillon et Jean-Pierre Bouquet (PS) à Saint-Remy. Si Pascal Desautels à Avize, Daniel Collard à Écury, Jean-Pierre Fortuné à Reims-1, René-Paul Savary à Sézanne et Michel Caquot à Ville-en-Tardenois dépassent les 50 % des suffrages exprimés, ils échouent à obtenir les 25 % des inscrits nécessaires à l'élection au premier tour.
L'autre enseignement de ce scrutin est la forte montée du Front national qui, avec 15 957 voix sur l'ensemble du département, talonne l'UMP de seulement trois bulletins. Le parti d'extrême-droite réalise ses meilleurs score à Reims-9, où il arrive en tête, ainsi qu'à Avize, Châlons-2, Châtillon, Saint-Remy, Thiéblemont-Farémont et Vitry-Ouest où il dépasse les 25 % des suffrages exprimés. Cette poussée lui permet d'être présent dans onze des vingt duels du second tour. D'autre part, la faiblesse apparente du parti présidentiel réside en partie dans l'importance du nombre de « divers droite » dans le département, ceux-ci rassemblent 15,03 % des voix contre 18,04 % au PS et 7,39 % au Front de gauche. Enfin, les « sans étiquette » totalisent 4,69 %, les Verts 3,69 % et les centristes 3,67 %. Malgré la réélection de son chef de file au conseil général, le Parti socialiste apparaît comme le perdant de ce premier tour. Ses candidats sont en effet en difficultés dans les cantons de Reims-3 et encore plus à Reims-6 ; il est de plus éliminé dès le premier tour à Avize, Beine-Nauroy, Châlons-4, Épernay-2, Reims-8, Sézanne, Suippes, Thiéblemont-Farémont et Ville-en-Tardenois.

### Résultats en nombre de sièges
| Parti | Sièges mis en jeu | Élus | Évolution |
| ----- | ----------------- | ---- | --------- |
| UMP   | 7                 | 7    | =         |
| PS    | 6                 | 5    | -1        |
| DVD   | 5                 | 5    | =         |
| DVG   | 3                 | 3    | =         |
| AC    | 1                 | 1    | =         |
| SE    | 0                 | 1    | +1        |

### Assemblée départementale à l'issue des élections
| Parti                             | Sigle | Élus |
| --------------------------------- | ----- | ---- |
| Majorité (26 sièges)              |       |      |
| Union pour un mouvement populaire | UMP   | 17   |
| Divers droite                     | DVD   | 6    |
| Alliance centriste                | AC    | 2    |
| Nouveau Centre                    | NC    | 1    |
| Opposition (18 sièges)            |       |      |
| Parti socialiste                  | PS    | 14   |
| Divers gauche                     | DVG   | 2    |
| Europe Écologie Les Verts         | EELV  | 1    |
| Sans etiquette                    | SE    | 1    |
| Président du conseil général      |       |      |
| René-Paul Savary (UMP)            |       |      |

## Situation par canton

### Canton d'Avize

Score (en %) de Pascal Desautels (DVD) au second tour, par commune.

Le canton d'Avize comprend la majorité des villages de la côte des blancs ainsi que plusieurs communes des coteaux sud d’Épernay. Aux élections de 2004, le maire d'Oger, Pascal Desautels, avait conquis le canton sous la bannière UDF avec 42 % des voix, face au candidat socialiste (32 %) et au maire UMP de Cuis (26 %). En 2011, ce sont quatre candidats qui se présentent sur le canton d'Avize : le conseiller général sortant, Pascal Desautels, divers droite soutenu par l'UMP, le communiste Jean-Claude Demange, investi par le Front de gauche, le frontiste Pascal Lorin et le socialiste Eric Nowak.
Au soir du premier tour, Pascal Desautels, conseiller sortant, rassemble plus de la moitié des voix grâce à l'union de la droite ; il est cependant contraint à un second tour en raison de l'abstention. Il retrouve face à lui Pascal Laurin qui double presque le score du FN, qui passe de 15,5 % à 27 %. Cuis, Moslins et Villers-aux-Bois sont les trois seules communes à ne pas placer Pascal Desautels en tête mais le candidat du FN. De son côté, la gauche chute fortement dans le secteur : si en 2004, elle pesait 29,5 % au premier tour et 32,2 % au second, elle ne représente cette année que 20,54 % et est éliminée dès le premier tour. Pascal Desautels l'emporte sans surprise au second tour, avec près des 2/3 des voix. Il réalise son meilleur résultat dans sa commune d'Oger avec 86,8 %. Cependant, le candidat frontiste améliore son score du premier tour de sept points et dépasse les 40 % à Cuis, Mancy, Moslins, Oiry et surtout Villiers-aux-Bois où le conseiller sortant ne l'emporte que d'une voix.
| Candidats      | Candidats           | Étiquette      | Premier tour | Premier tour | Second tour | Second tour |
| Candidats      | Candidats           | Étiquette      | Voix         | %            | Voix        | %           |
| -------------- | ------------------- | -------------- | ------------ | ------------ | ----------- | ----------- |
|                | Pascal Desautels*   | DVD            | 1 723        | 52,42        | 2 081       | 65,65       |
|                | Pascal Lorin        | FN             | 889          | 27,05        | 1 089       | 34,35       |
|                | Eric Nowak          | PS             | 418          | 12,72        |             |             |
|                | Jean-Claude Demange | PCF            | 257          | 7,82         |             |             |
|                |                     |                |              |              |             |             |
| Inscrits       | Inscrits            | Inscrits       | 7 543        | 100,00       | 7 543       | 100,00      |
| Abstentions    | Abstentions         | Abstentions    | 4 150        | 55,02        | 4 136       | 54,83       |
| Votants        | Votants             | Votants        | 3 393        | 44,98        | 3 407       | 45,17       |
| Blancs et nuls | Blancs et nuls      | Blancs et nuls | 106          | 1,41         | 237         | 3,14        |
| Exprimés       | Exprimés            | Exprimés       | 3 287        | 43,58        | 3 170       | 42,03       |

*sortant

### Canton de Beine-Nauroy
Le canton de Beine-Nauroy est situé au nord-est de l'arrondissement de Reims, dans la plaine de Champagne, entre la vallée de la Vesle au sud et la vallée de la Suippe au nord et à l'est. Il élit depuis 1998 Alphonse Schwein, maire (UMP) de Vaudesincourt, qui a été réélu en 2004 avec 51,2 % au premier tour. Le conseiller général sortant se représente pour les élections cantonales de 2011. Face à lui, le maire Cernay-lès-Reims, Patrick Bedek, se présente « sans étiquette » et est soutenu par le Nouveau Centre. Pour Alphonse Schwein, cette candidature est une manœuvre de Charles de Courson sachant qu'il n'aurait pas sa voix pour la présidence du conseil général. Déjà candidate en 2004, Virginie Gracient se représente sous les couleurs du Front national. Deux candidats de gauche sont présents : Vincent Grosstephan et Marie-Ange Petit, respectivement investis par le PS et EÉLV.
Les résultats du premier tour affichent le conseiller général sortant en tête du scrutin avec 37,7 % des voix, suivi d'assez loin par Patrick Debek qui coiffe sur le poteau Vincent Grosstephan avec seulement dix voix d'avance. À une trentaine de voix derrière, le FN obtient 18,2 % et la candidate écologiste arrive dernière avec 5,2 %. Alphonse Schwein atteint 50 % ou plus dans plusieurs communes du canton, principalement à l'est de celui-ci : Dontrien, Nogent-l'Abbesse, Saint-Hilaire-le-Petit, Saint-Martin-l'Heureux, Selles et Vaudesincourt. Patrick Debek n'obtient un score significatif que dans sa commune de Cernay avec 55,8 % tandis que la candidate frontiste arrive en tête à Bétheniville et Saint-Masmes ; le conseiller sortant est talonné par le PS à Beine-Nauroy, Pontfaverger et Prunay. Au second tour, si Patrick Debek double ses voix par rapport au premier tour, il ne réussit pas à mettre en échec Alphonse Schwein qui est réélu pour un troisième mandat avec 54,9 %. Le candidat sans étiquette n'arrive d'ailleurs en tête qu'à Cernay, avec 77,86 %, et à Bétheniville ; l'UMP obtient ses meilleurs scores à Saint-Hilaire-le-Petit avec 88,9 % des voix et à Saint-Martin-l'Heureux avec 95,2 %.
| Candidats      | Candidats           | Étiquette      | Premier tour | Premier tour | Second tour | Second tour |
| Candidats      | Candidats           | Étiquette      | Voix         | %            | Voix        | %           |
| -------------- | ------------------- | -------------- | ------------ | ------------ | ----------- | ----------- |
|                | Alphonse Schwein*   | UMP            | 1 206        | 37,72        | 1 599       | 54,93       |
|                | Patrick Bedek       | SE             | 626          | 19,58        | 1 312       | 45,07       |
|                | Vincent Grosstephan | PS             | 616          | 19,27        |             |             |
|                | Virginie Gracient   | FN             | 582          | 18,20        |             |             |
|                | Marie-Ange Petit    | EÉLV           | 167          | 5,22         |             |             |
|                |                     |                |              |              |             |             |
| Inscrits       | Inscrits            | Inscrits       | 7 146        | 100,00       | 7 146       | 100,00      |
| Abstentions    | Abstentions         | Abstentions    | 3 888        | 54,41        | 3 985       | 55,77       |
| Votants        | Votants             | Votants        | 3 258        | 45,59        | 3 161       | 44,23       |
| Blancs et nuls | Blancs et nuls      | Blancs et nuls | 61           | 0,85         | 250         | 3,50        |
| Exprimés       | Exprimés            | Exprimés       | 3 197        | 44,74        | 2 911       | 40,74       |

*sortant

### Canton de Châlons-en-Champagne-2
Le canton de Châlons-en-Champagne-2 rassemble le nord de Châlons-en-Champagne ainsi que plusieurs communes de la rive droite de la Marne. En 2004, Philippe Michelot y avait été réélu au second tour avec 51,23 % des suffrages. Sept ans plus tard, le conseiller général (Nouveau Centre) sortant a décidé de ne pas se représenter à la suite de l'annonce de l'UMP de présenter un candidat face à lui. Le parti présidentiel a investi Jérôme Mat, avec pour suppléante la maire de Juvigny, plutôt réputée de gauche. Face au candidat UMP, activement soutenu par le député-maire de Châlons-en-Champagne Bruno Bourg-Broc et le Secrétaire d’État Benoist Apparu pour lequel il travaille, le PS présente Rudy Namur. Celui-ci a fait campagne dans sa « Rudymobile », une Peugeot 207 habillée aux couleurs du candidat et qui a fait office de bureau de campagne. Du côté écologiste, Didier Soisson est parti dans la course au conseil général avec le soutien d'EÉLV et du maire-conseiller général de Fagnières, Alain Biaux. Le Front de gauche présente quant à lui Francis Roy, un ancien conseiller municipal de Jean Reyssier. Enfin, Edith Erre du Front national, qui avait fait 18 % au premier tour en 2004, espère améliorer son score et vise le second tour.
Au soir du premier tour, le candidat UMP prend la tête du scrutin mais perd cependant dix points par rapport à Philippe Michelot en 2004. Rudy Namur arrive second avec un score comparable à celui du PS lors de l'élection précédente tandis que le FN progresse de sept points. Les deux autres candidats de gauche obtiennent chacun légèrement moins de 10 % des voix. Avec une gauche à 44,8 %, Jérôme Mat ne peut compter que sur les voix d'extrême droite ou celles des abstentionnistes pour l'emporter. Si toutes les forces de gauche se réunissent autour de Rudy Namur pour le second tour, Édith Erre appelle ses électeurs à aller « cueillir des jonquilles » le dimanche 27 mars. C'est finalement le candidat socialiste qui remporte le scrutin avec près de 53 % des voix au second tour. Il obtient 58,8 % à Châlons, devançant le candidat UMP dans tous les bureaux de vote ; il arrive également en tête à Aigny, Condé-sur-Marne (d'une voix), Juvigny et La Veuve. La victoire de Rudy Namur, dans ce canton détenu par la droite depuis sa création, est qualifiée d'« exploit historique » par le journal L'Union, qui considère également l’échec de Jérôme Mat comme la défaite de Bruno Bourg-Broc et Benoist Apparu.
| Candidats      | Candidats      | Étiquette      | Premier tour | Premier tour | Second tour | Second tour |
| Candidats      | Candidats      | Étiquette      | Voix         | %            | Voix        | %           |
| -------------- | -------------- | -------------- | ------------ | ------------ | ----------- | ----------- |
|                | Jérôme Mat     | UMP            | 1 150        | 30,15        | 1 715       | 47,01       |
|                | Rudy Namur     | PS             | 998          | 26,17        | 1 933       | 52,99       |
|                | Edith Erre     | FN             | 955          | 25,04        |             |             |
|                | Didier Soisson | EÉLV           | 373          | 9,78         |             |             |
|                | Francis Roy    | PCF            | 338          | 8,86         |             |             |
|                |                |                |              |              |             |             |
| Inscrits       | Inscrits       | Inscrits       | 10 767       | 100,00       | 10 767      | 100,00      |
| Abstentions    | Abstentions    | Abstentions    | 6 806        | 63,21        | 6 716       | 62,38       |
| Votants        | Votants        | Votants        | 3 961        | 36,79        | 4 051       | 37,62       |
| Blancs et nuls | Blancs et nuls | Blancs et nuls | 147          | 1,37         | 403         | 3,74        |
| Exprimés       | Exprimés       | Exprimés       | 3 814        | 35,42        | 3 648       | 33,88       |

### Canton de Châlons-en-Champagne-4
Le canton de Châlons-en-Champagne-4 rassemble les quartiers de Bagatelle, Croix-Dampierre, Sainte-Croix et le Verbeau ainsi que la commune de Saint-Memmie. Réélu en 2004 conseiller général (UMP) avec 50,85 % des voix, Pierre Faynot, maire de Saint-Memmie, est à nouveau candidat pour un dernier mandant, cette fois-ci uniquement sous l'étiquette du Parti chrétien-démocrate. Un candidat FN, Dominique Louis, et trois autres de gauche s'opposent à lui lors du premier tour. La candidate socialiste est Claudine Pavet ; elle possède comme Rudy Namur une voiture à son image et son but affiché est de faire basculer le canton à gauche. Alain Goze, candidat socialiste dissident aux municipales de 2008, se présente avec le soutien d'EÉLV et de l'Association des personnalités civiles socialistes. Le candidat communiste est Dominique Vatel.
Le conseiller sortant prend la tête du premier tour avec 35,7 % des suffrages. Le candidat frontiste arrive second à 23,9 %, en hausse de six points. Il profite des divisions de la gauche qui totalise 40,4 %. La socialiste Claudine Pavet est troisième à 21,7 % ; Dominique Vatel et Alain Goze atteignent plus de 9 % chacun. Alain Goze appelle à voter pour le conseiller général sortant, dans le cadre du « front républicain », que soutient Pierre Faynot au niveau national. Ce dernier l'emporte au second tour avec 65,03 % des voix sur le canton : 58,8 % à Châlons et 74 % dans sa commune de Saint-Memmie. Cependant, Dominique Louis gagne plus de dix points entre les deux tours et arrive même en tête d'une voix dans le bureau de vote châlonnais de Croix-Jean Robert 2.
| Candidats      | Candidats       | Étiquette      | Premier tour | Premier tour | Second tour | Second tour |
| Candidats      | Candidats       | Étiquette      | Voix         | %            | Voix        | %           |
| -------------- | --------------- | -------------- | ------------ | ------------ | ----------- | ----------- |
|                | Pierre Faynot*  | DVD            | 1 336        | 35,74        | 2 388       | 65,03       |
|                | Dominique Louis | FN             | 893          | 23,89        | 1 284       | 34,97       |
|                | Claudine Pavet  | PS             | 810          | 21,67        |             |             |
|                | Dominique Vatel | PCF            | 358          | 9,58         |             |             |
|                | Alain Goze      | DVG            | 341          | 9,12         |             |             |
|                |                 |                |              |              |             |             |
| Inscrits       | Inscrits        | Inscrits       | 11 033       | 100,00       | 11 033      | 100,00      |
| Abstentions    | Abstentions     | Abstentions    | 7 204        | 65,30        | 6 990       | 63,36       |
| Votants        | Votants         | Votants        | 3 829        | 34,70        | 4 043       | 36,64       |
| Blancs et nuls | Blancs et nuls  | Blancs et nuls | 91           | 0,82         | 371         | 3,36        |
| Exprimés       | Exprimés        | Exprimés       | 3 738        | 33,88        | 3 672       | 33,28       |

*sortant

### Canton de Châtillon-sur-Marne
Le canton de Châtillon-sur-Marne, entre les coteaux de la rive droite de la Marne et les forêts de la Montagne de Reims, a pour conseillère générale Françoise Férat depuis 1992. Cette dernière, qui est aussi maire de Cuchery et sénatrice centriste de la Marne, a été réélue en 2004 avec près de 56 % des voix au premier tour. De nouveau candidate en 2011, elle se retrouve confrontée à Francis Millet du Front de gauche et à Séverina Chazerie du Front national.
Françoise Férat est réélue au premier tour avec 58 % des voix, en hausse de deux points. Le FN améliore lui aussi ses résultats, avec cinq points de plus, tandis que le candidat communiste réalise un score moins élevé que les trois candidats de gauche de 2004. La conseillère sortante obtient la majorité absolue dans 13 des 19 communes du cantons et plus de 60 % dans huit d'entre elles. Les seuls villages où elle n'arrive pas en tête sont Pourcy où le candidat communiste la devance de 6 points à 46,3 % et Sainte-Gemme où elle se retrouve derrière Francis Millet (42,55 %) et Séverina Chazerie (29,79 %).
| Candidats      | Candidats         | Étiquette      | Premier tour | Premier tour |
| Candidats      | Candidats         | Étiquette      | Voix         | %            |
| -------------- | ----------------- | -------------- | ------------ | ------------ |
|                | Françoise Férat*  | AC             | 895          | 58,00        |
|                | Séverina Chazerie | FN             | 410          | 26,57        |
|                | Francis Millet    | PCF            | 238          | 15,42        |
|                |                   |                |              |              |
| Inscrits       | Inscrits          | Inscrits       | 3306         | 100,00       |
| Abstentions    | Abstentions       | Abstentions    | 1698         | 51,36        |
| Votants        | Votants           | Votants        | 1608         | 48,64        |
| Blancs et nuls | Blancs et nuls    | Blancs et nuls | 65           | 1,97         |
| Exprimés       | Exprimés          | Exprimés       | 1543         | 46,67        |

*sortant

### Canton d'Écury-sur-Coole
Le canton d'Écury-sur-Coole se situe dans la plaine agricole de la Champagne crayeuse. Son conseiller général est depuis 1998 Daniel Collard, président de Cristal Union, qui produit 20 % du sucre français. L'ancien maire de Thibie et président de la communauté de communes de Jâlons, a été réélu en 2004 au premier tour avec 55 % des voix. En 2011, il est de nouveau candidat au poste de conseiller général et se réclame en dehors des partis politiques, même si le président du conseil général René-Paul Savary l'aurait étiqueté UMP. Deux autres candidats se présentent : Carole Jacquin est candidate de la gauche unie (PS, PCF et PG) et Bryan Puireux représente le FN.
Même s'il réalise un score similaire à 2004 avec 54,7 % des bulletins exprimés, il lui manque 42 voix pour être réélu dès le premier tour, en raison de la forte abstention. En seconde position, Bryan Puireux devance la candidate de la gauche unie avec 24 % des voix contre 21,2 % et se qualifie ainsi pour le second tour. Daniel Collard réalise ses meilleurs résultats à Cheppes, Cherville, Mairy, Saint-Martin-aux-Champs, Thibie, Vatry ou encore Villers-le-Château où il dépasse les 70 %. Seul le chef-lieu du canton ne le place pas en tête, il y obtient seulement 34,81 % contre 49,37 % à sa rivale Carole Jacquin. Au second tour, il est réélu à une large majorité de 69,65 % des suffrages face au FN. Cependant, dans plusieurs villages comme Thibie ou Vatry, il perd des voix entre les deux tours du fait de la hausse de l'abstention. Ailleurs, comme à Coupetz, la baisse de l'abstention profite à l'extrême droite ; Daniel Collard y perd 4,5 points entre les deux tours, en conservant pourtant le même nombre de voix. Il remporte finalement plus de 80 % des voix à Aulnay, Cheppes, Cherville, Saint-Martin-aux-Champs (où il obtient son meilleur score avec 91,7 %), Saint-Pierre, Saint-Quentin-sur-Coole, Soudron et Villers-le-Château. Malgré ces bons résultats, il ne dépasse le Front national que de trois voix Sogny-aux-Moulins et fait même jeu égal avec Bryan Puireux à Vitry-la-Ville.
| Candidats      | Candidats       | Étiquette      | Premier tour | Premier tour | Second tour | Second tour |
| Candidats      | Candidats       | Étiquette      | Voix         | %            | Voix        | %           |
| -------------- | --------------- | -------------- | ------------ | ------------ | ----------- | ----------- |
|                | Daniel Collard* | DVD            | 1 305        | 54,74        | 1 597       | 69,65       |
|                | Bryan Puireux   | FN             | 573          | 24,04        | 696         | 30,35       |
|                | Carole Jacquin  | PCF            | 506          | 21,22        |             |             |
|                |                 |                |              |              |             |             |
| Inscrits       | Inscrits        | Inscrits       | 5 385        | 100,00       | 5 556       | 100,00      |
| Abstentions    | Abstentions     | Abstentions    | 2 912        | 54,08        | 3 074       | 55,33       |
| Votants        | Votants         | Votants        | 2 473        | 45,92        | 2 482       | 44,67       |
| Blancs et nuls | Blancs et nuls  | Blancs et nuls | 89           | 1,65         | 189         | 3,40        |
| Exprimés       | Exprimés        | Exprimés       | 2 384        | 44,27        | 2 293       | 41,27       |

*sortant

### Canton d'Épernay-1
Le canton d'Épernay-1, qui vote à droite depuis sa création en 1973, accueille notamment le centre-ville sparnacien. En 2004, le divers droite Benoît Moittié avait éliminé le député UMP Philippe Martin au premier tour, avant de battre Marc Lefèvre (PS) au second avec 53,57 % des voix. Il repart en campagne cette année avec l'investiture UMP et le soutien de l'Alliance centriste. Le PS présente face à lui le jeune Julien Da Silva et le Front de gauche Hélène Perrein, fille de l'ancien maire communiste Jacques Perrein. Le conseiller municipal Michel De Lillo ainsi que Frédéric Mont-Debossu du Front national sont également candidats au poste de conseiller général.
Le conseiller général sortant, soutenu par le maire Franck Leroy, arrive largement en tête du premier tour avec plus de 41 % des suffrages. Loin derrière, le socialiste, qui a été accusé de ne pas respecter le code électoral en collant des affiches dans les rues d'Épernay, améliore quelque peu le résultat de 2004 à 23 %, mais en l'absence d'un candidat vert. Les deux extrêmes améliorent eux aussi leurs scores, notamment le FN qui dépasse les 20 % contre 12,9 % en 2004. Le candidat « sans étiquette » Michel De Lillo réalise quant à lui un score honorable de 7 %. Après un bon premier tour, Benoît Moittié est réélu sans difficulté au second avec plus de 54,5 % des voix, améliorant son résultat de 2004.
| Candidats      | Candidats             | Étiquette      | Premier tour | Premier tour | Second tour | Second tour |
| Candidats      | Candidats             | Étiquette      | Voix         | %            | Voix        | %           |
| -------------- | --------------------- | -------------- | ------------ | ------------ | ----------- | ----------- |
|                | Benoît Moittié*       | UMP            | 1 262        | 41,32        | 1 602       | 54,51       |
|                | Julien Da Silva       | PS             | 710          | 23,25        | 1 337       | 45,49       |
|                | Frédéric Mont-Debossu | FN             | 628          | 20,56        |             |             |
|                | Hélène Perrein        | PCF            | 239          | 7,83         |             |             |
|                | Michel De Lillo       | DVD            | 215          | 7,04         |             |             |
|                |                       |                |              |              |             |             |
| Inscrits       | Inscrits              | Inscrits       | 8 532        | 100,00       | 8 532       | 100,00      |
| Abstentions    | Abstentions           | Abstentions    | 5 321        | 62,37        | 5 268       | 61,74       |
| Votants        | Votants               | Votants        | 3 211        | 37,63        | 3 264       | 38,26       |
| Blancs et nuls | Blancs et nuls        | Blancs et nuls | 157          | 1,84         | 325         | 3,81        |
| Exprimés       | Exprimés              | Exprimés       | 3 054        | 35,79        | 2 939       | 34,45       |

*sortant

### Canton d'Épernay-2
Le canton d'Épernay-2, qui abrite les quartiers sud et est de la ville ainsi que les communes viticoles environnantes, est l'un des cantons les plus convoités de la Marne, avec sept candidats au poste de conseiller général. Pris à la droite en 1998, les électeurs avaient réélu le socialiste Daniel Lemaire en 2004 avec 72 % des voix face au FN. En 2011, à gauche, Marc Lefèvre, chef de file de l'opposition au conseil municipal d'Épernay a été investi par le Parti socialiste, après des accusations de tricherie, face au candidat sortant, Daniel Lemaire. Celui-ci a décidé de se présenter sous l'étiquette « divers gauche », avec le soutien de EELV. Toujours à gauche, le maire communiste de Mardeuil, Pierre Martinet se présente également face à Marc Lefèvre, dont l'union avec une liste divers droite aux municipales de 2008 avait exclu les communistes du conseil municipal d'Épernay. De l'autre côté de l'échiquier politique, la droite part également divisée : Eric Lamaille a été préféré par l'UMP au candidat de 2004, Patrick Boivin, qui se présente tout de même, en tant que « candidat libre ». Enfin, Jonathan Rodrigues, conseiller municipal sparnacien, représente l'Alliance centriste et Marie Melnyk est la candidate du Front national.
À l'issue du premier tour, le sortant Daniel Lemaire apparaît comme le grand gagnant de ce scrutin. Même s'il perd près de huit points par rapport à 2004, il devance largement le candidat officiel du Parti socialiste et arrive en tête sur le canton et dans cinq communes dont Épernay. Au second tour, il affrontera Marie Melnyk qui améliore de deux points le score du Front national et prend la tête du premier tour à Chouilly, Pierry et Vauciennes. Ce duel s'explique notamment par les mauvais résultats des deux candidats de droite, qui se situent tous deux aux environs des 10 % des suffrages exprimés : Éric Lamaille n'arrive en tête qu'à Venteuil tandis que Patrick Boivin enregistre ses meilleurs résultats dans les coteaux sud d'Épernay, en particulier à Vinay où il devance le conseiller sortant. D'autre part, le maire de Mardeuil double le score du PCF par rapport à 2004, en obtenant notamment 56,73 % des voix dans sa commune. Le maire d’Épernay (classé divers droite), ainsi que le Parti socialiste et le Parti communiste, apportent officiellement leur soutien à Daniel Lemaire face à la candidate du FN pour le second tour. Le conseiller général sortant l'emporte ainsi assez largement avec près de 65 % des votes, perdant toutefois près de sept points par rapport à sa précédente élection. Il n'obtient qu'environ 53 % des suffrages à Chouilly et Vauciennes et peine à dépasser les 55 % à Damery et Fleury-la-Rivière, commune dont sa suppléante est pourtant maire. Il réalise cependant un score de 75 % à Moussy et dépasse les deux tiers des voix à Épernay.
| Candidats      | Candidats          | Étiquette      | Premier tour | Premier tour | Second tour | Second tour |
| Candidats      | Candidats          | Étiquette      | Voix         | %            | Voix        | %           |
| -------------- | ------------------ | -------------- | ------------ | ------------ | ----------- | ----------- |
|                | Daniel Lemaire*    | DVG            | 1 210        | 23,29        | 3 419       | 64,98       |
|                | Marie Melnyk       | FN             | 1 086        | 20,90        | 1 843       | 35,02       |
|                | Pierre Martinet    | PCF            | 908          | 17,47        |             |             |
|                | Eric Lamaille      | UMP            | 582          | 11,20        |             |             |
|                | Marc Lefèvre       | PS             | 497          | 9,57         |             |             |
|                | Patrick Boivin     | DVD            | 482          | 9,28         |             |             |
|                | Jonathan Rodrigues | AC             | 431          | 8,29         |             |             |
|                |                    |                |              |              |             |             |
| Inscrits       | Inscrits           | Inscrits       | 14 107       | 100,00       | 14 106      | 100,00      |
| Abstentions    | Abstentions        | Abstentions    | 8 780        | 62,24        | 8 408       | 59,61       |
| Votants        | Votants            | Votants        | 5 327        | 37,76        | 5 698       | 40,39       |
| Blancs et nuls | Blancs et nuls     | Blancs et nuls | 131          | 0,93         | 436         | 3,09        |
| Exprimés       | Exprimés           | Exprimés       | 5 196        | 36,83        | 5 262       | 37,30       |

*sortant

### Canton de Fère-Champenoise
| Candidats      | Candidats        | Étiquette      | Premier tour | Premier tour | Second tour | Second tour |
| Candidats      | Candidats        | Étiquette      | Voix         | %            | Voix        | %           |
| -------------- | ---------------- | -------------- | ------------ | ------------ | ----------- | ----------- |
|                | Gérard Gorisse   | DVD            | 639          | 29,05        | 1 016       | 50,57       |
|                | Bruno Legrand    | DVD            | 580          | 26,36        | 993         | 49,43       |
|                | Michel Jacob     | DVD            | 481          | 21,86        |             |             |
|                | Jean-Luc Lefèvre | FN             | 288          | 13,09        |             |             |
|                | Serge Iseli      | PCF            | 212          | 9,64         |             |             |
|                |                  |                |              |              |             |             |
| Inscrits       | Inscrits         | Inscrits       | 4 147        | 100,00       | 4 147       | 100,00      |
| Abstentions    | Abstentions      | Abstentions    | 1 895        | 45,70        | 1 983       | 47,82       |
| Votants        | Votants          | Votants        | 2 252        | 54,30        | 2 164       | 52,18       |
| Blancs et nuls | Blancs et nuls   | Blancs et nuls | 52           | 1,25         | 155         | 3,74        |
| Exprimés       | Exprimés         | Exprimés       | 2 200        | 53,05        | 2 009       | 48,44       |

### Canton de Montmort-Lucy
Le canton de Montmort-Lucy regroupe les communes de la Brie champenoise. Élu en 2004 au premier tour avec près de 52 % des suffrages, l'ancien maire UMP de Suizy-le-Franc, Michel Moussy brigue en 2011 un nouveau mandat. Face à lui, le premier adjoint au maire de Montmort-Lucy, Alain Friquot, et Joël Bethune se présentent comme indépendants,. Le Front de gauche est représenté par Ghislaine Demange et le Front national par Muriel Monges.
| Candidats      | Candidats         | Étiquette      | Premier tour | Premier tour | Second tour | Second tour |
| Candidats      | Candidats         | Étiquette      | Voix         | %            | Voix        | %           |
| -------------- | ----------------- | -------------- | ------------ | ------------ | ----------- | ----------- |
|                | Michel Moussy*    | UMP            | 706          | 42,07        | 875         | 62,10       |
|                | Alain Friquot     | DVD            | 366          | 21,81        | 534         | 37,90       |
|                | Muriel Monges     | FN             | 261          | 15,55        |             |             |
|                | Joël Bethune      | DVG            | 211          | 12,57        |             |             |
|                | Ghislaine Demange | PCF            | 134          | 7,99         |             |             |
|                |                   |                |              |              |             |             |
| Inscrits       | Inscrits          | Inscrits       | 3 283        | 100,00       | 3 281       | 100,00      |
| Abstentions    | Abstentions       | Abstentions    | 1 559        | 47,49        | 1 700       | 51,81       |
| Votants        | Votants           | Votants        | 1 724        | 52,51        | 1 581       | 48,19       |
| Blancs et nuls | Blancs et nuls    | Blancs et nuls | 46           | 1,40         | 172         | 5,24        |
| Exprimés       | Exprimés          | Exprimés       | 1 678        | 51,11        | 1 409       | 42,94       |

*sortant

### Canton de Reims-1
| Candidat       | Candidat               | Étiquette      | Premier tour | Premier tour | Second tour | Second tour |
| Candidat       | Candidat               | Étiquette      | Voix         | %            | Voix        | %           |
| -------------- | ---------------------- | -------------- | ------------ | ------------ | ----------- | ----------- |
|                | Jean-Pierre Fortuné*   | DVD            | 3 183        | 50,28        | 3 980       | 62,44       |
|                | Damien Landini         | PS             | 1 238        | 19,55        | 2 394       | 37,56       |
|                | Marie-Jeanne Domingues | FN             | 902          | 14,25        |             |             |
|                | Corinne Berriot        | EÉLV           | 614          | 9,70         |             |             |
|                | James Pelle            | PCF            | 394          | 6,22         |             |             |
|                |                        |                |              |              |             |             |
| Inscrits       | Inscrits               | Inscrits       | 18 534       | 100,00       | 18 534      | 100,00      |
| Abstentions    | Abstentions            | Abstentions    | 12 231       | 65,64        | 11 897      | 64,19       |
| Votants        | Votants                | Votants        | 6 403        | 34,36        | 6 637       | 35,81       |
| Blancs et nuls | Blancs et nuls         | Blancs et nuls | 72           | 1,12         | 263         | 3,96        |
| Exprimés       | Exprimés               | Exprimés       | 6 331        | 98,88        | 6 374       | 96,04       |

*sortant

### Canton de Reims-3
| Candidat       | Candidat            | Étiquette      | Premier tour | Premier tour | Second tour | Second tour |
| Candidat       | Candidat            | Étiquette      | Voix         | %            | Voix        | %           |
| -------------- | ------------------- | -------------- | ------------ | ------------ | ----------- | ----------- |
|                | Alexandre Tunc*     | PS             | 764          | 25,60        | 1 611       | 54,91       |
|                | Jean-Marc Roze      | UMP            | 543          | 18,20        | 1 323       | 45,09       |
|                | Jean-Marie Beaupuy  | MoDem          | 510          | 17,09        |             |             |
|                | Roger Paris         | FN             | 484          | 16,22        |             |             |
|                | Benoît Delière      | EÉLV           | 277          | 9,28         |             |             |
|                | Pascale Martin      | PCF            | 204          | 6,84         |             |             |
|                | Marie-Thérèse Pocot | SE             | 202          | 6,77         |             |             |
|                |                     |                |              |              |             |             |
| Inscrits       | Inscrits            | Inscrits       | 8 355        | 100,00       | 8 349       | 100,00      |
| Abstentions    | Abstentions         | Abstentions    | 5 934        | 66,26        | 5 194       | 62,21       |
| Votants        | Votants             | Votants        | 3 021        | 33,74        | 3 155       | 37,79       |
| Blancs et nuls | Blancs et nuls      | Blancs et nuls | 37           | 1,22         | 221         | 7,00        |
| Exprimés       | Exprimés            | Exprimés       | 2 984        | 98,78        | 2 934       | 93,00       |

*sortant

### Canton de Reims-6
Le canton de Reims-6 englobe principalement les quartiers Chemin Vert et Europe. En 2004, Francis Henon, candidat PS, l'avait emporté lors d'une triangulaire fratricide à droite avec 43,51 % des voix contre 34,04 % à Florence Mobuchon, soutenue par le maire Jean-Louis Schneiter, et 22,45 % en faveur de Gabrielle N'guyen, ayant l'investiture de l'UMP et le soutien de l'ancien maire Jean Falala,. Cependant, la droite part cette fois-ci unie et compte bien, en présentant le jeune député Arnaud Robinet sous les couleurs de l'UMP, de l'Alliance centriste et du Nouveau Centre, reprendre le canton à la gauche. Cette dernière est d'ailleurs divisée entre Zara Amarouche-Pince, conseillère municipale rémoise investie par le Parti socialiste, Sébastien Gavignet, candidat d'Europe Écologie Les Verts, et Maximilien Thuillier du PCF. Alan Vieville a été choisi pour y représenter le Front national.
| Candidats      | Candidats            | Étiquette      | Premier tour | Premier tour | Second tour | Second tour |
| Candidats      | Candidats            | Étiquette      | Voix         | %            | Voix        | %           |
| -------------- | -------------------- | -------------- | ------------ | ------------ | ----------- | ----------- |
|                | Arnaud Robinet       | UMP            | 1 782        | 39,99        | 2 492       | 56,13       |
|                | Zara Amarouche-Pince | PS             | 938          | 21,05        | 1 948       | 43,87       |
|                | Alain Vieville       | FN             | 870          | 19,52        |             |             |
|                | Sébastien Gavignet   | EÉLV           | 577          | 12,95        |             |             |
|                | Maximilien Thuillier | PCF            | 289          | 6,49         |             |             |
|                |                      |                |              |              |             |             |
| Inscrits       | Inscrits             | Inscrits       | 13 810       | 100,00       | 13 810      | 100,00      |
| Abstentions    | Abstentions          | Abstentions    | 9 273        | 67,15        | 9 062       | 65,62       |
| Votants        | Votants              | Votants        | 4 537        | 32,85        | 4 748       | 34,38       |
| Blancs et nuls | Blancs et nuls       | Blancs et nuls | 81           | 0,59         | 308         | 2,23        |
| Exprimés       | Exprimés             | Exprimés       | 4 456        | 32,27        | 4 440       | 32,15       |

### Canton de Reims-8
Le canton de Reims-8 regroupe les communes de Champigny et Saint-Brice-Courcelles ainsi que le quartier Trois-Fontaines de Reims. Il est représenté au conseil général depuis 1992 par le maire de Saint-Brice Alain Lescouet, membre du PS puis divers gauche. Ce dernier avait été élu en 2004 avec 58,34 % face au candidat officiel du Parti socialiste. Il se retrouve opposé en 2011 à la fille de son mentor politique, l'ancien maire de Saint-Brice-Courcelles Jean-Claude Fontalirand, Marianne Fontalirand-Camprasse, qui est soutenue par le PS. Les autres candidats sont Simon Ulrich du Front de gauche, Alain Lebœuf pour EÉLV, Mario Rossi candidat de l'alliance des centre, Arnaud Fournaise avec la double étiquette UMP-Radical, Daniel Ménard pour Debout la République et Vincent Tilliole du FN.
| Candidats      | Candidats                      | Étiquette      | Premier tour | Premier tour | Second tour | Second tour |
| Candidats      | Candidats                      | Étiquette      | Voix         | %            | Voix        | %           |
| -------------- | ------------------------------ | -------------- | ------------ | ------------ | ----------- | ----------- |
|                | Alain Lescouët*                | DVG            | 915          | 26,81        | 2 588       | 72,33       |
|                | Vincent Tilliole               | FN             | 667          | 19,54        | 990         | 27,67       |
|                | Marianne Fontalirand-Camprasse | PS             | 482          | 14,12        |             |             |
|                | Arnaud Fournaise               | UMP            | 408          | 11,95        |             |             |
|                | Alain Lebœuf                   | EELV           | 312          | 9,14         |             |             |
|                | Mario Rossi                    | AC             | 246          | 7,21         |             |             |
|                | Simon Ulrich                   | PG             | 205          | 6,01         |             |             |
|                | Daniel Ménard                  | DLR            | 178          | 5,22         |             |             |
|                |                                |                |              |              |             |             |
| Inscrits       | Inscrits                       | Inscrits       | 9 122        | 100,00       | 9 422       | 100,00      |
| Abstentions    | Abstentions                    | Abstentions    | 5 655        | 61,99        | 5 572       | 59,14       |
| Votants        | Votants                        | Votants        | 3 467        | 38,01        | 3 850       | 40,86       |
| Blancs et nuls | Blancs et nuls                 | Blancs et nuls | 54           | 0,59         | 272         | 2,89        |
| Exprimés       | Exprimés                       | Exprimés       | 3 413        | 37,42        | 3 578       | 37,97       |

*sortant

### Canton de Reims-9
Le canton de Reims-9 recouvre les quartiers de Murigny, Maison-Blanche et Wilson. Il élit depuis 1982 (excepté entre 1992 et 1995) Jean-Claude Laval comme conseiller général, sous l’étiquette socialiste. Aux dernières élections, il a obtenu 69,1 % des suffrages face à Chantale Richet (UMP). En 2011, le conseiller général sortant ne se représente qu'en tant que suppléant de Virginie Coëz, adjointe à la maire de Reims. Face à elle, on retrouve Chantale Richet, ainsi que Désiré Mackpayen du MoDem, Thierry Maillard candidat du FN, le conseiller municipal communiste Karim Mellouki et Véronique Vieillot pour EÉLV.
Au premier tour, dans le canton le plus abstentionniste du département, Thierry Maillard arrive en tête, devançant l'adjointe socialiste chargée de la lutte contre les discriminations de seulement 20 voix. Le canton est le seul du département à placer un candidat frontiste en tête du premier tour. Dans ces quartiers populaires de la ville de Reims, si le FN double presque son score en pourcentage, il perd tout de même des voix par rapport à 2004. Tandis que les candidats du PS et de l'UMP perdent de nombreux points, les candidats écologistes et communistes réalisent pour leur part de meilleurs résultats. Pendant l'entre-deux-tours, des militants du Front national dont Thierry Maillard disent avoir été victimes d'une « agression d'une rare violence » et décident de porter plainte pour injures, menaces de mort réitérées, incitation à la violence et vol. L'information, diffusée par le site d'extrême-droite Nation.presse.info, est notamment évoquée comme une récupération politique « surfant sur la peur ». Alors que des témoins parlent de « provocations de chaque côté » et d'une simple « altercation verbale ». Au second tour, même si le candidat FN progresse d'environ 500 voix par rapport au 20 mars, Virginie Coëz réussit à rassembler tous les suffrages de la gauche pour l'emporter avec près de 63 % des voix, dans un contexte de baisse de l'abstention d'environ cinq points.
| Candidats      | Candidats          | Étiquette      | Premier tour | Premier tour | Second tour | Second tour |
| Candidats      | Candidats          | Étiquette      | Voix         | %            | Voix        | %           |
| -------------- | ------------------ | -------------- | ------------ | ------------ | ----------- | ----------- |
|                | Thierry Maillard   | FN             | 1 035        | 30,32        | 1 501       | 37,10       |
|                | Virginie Coëz      | PS             | 1 015        | 29,73        | 2 545       | 62,90       |
|                | Chantale Richet    | UMP            | 450          | 13,18        |             |             |
|                | Véronique Vieillot | EELV           | 416          | 12,19        |             |             |
|                | Karim Mellouki     | PCF            | 343          | 10,05        |             |             |
|                | Désiré Mackpayen   | MoDem          | 155          | 4,54         |             |             |
|                |                    |                |              |              |             |             |
| Inscrits       | Inscrits           | Inscrits       | 13 249       | 100,00       | 13 249      | 100,00      |
| Abstentions    | Abstentions        | Abstentions    | 9 782        | 73,83        | 8 988       | 67,84       |
| Votants        | Votants            | Votants        | 3 467        | 26,17        | 4 261       | 32,16       |
| Blancs et nuls | Blancs et nuls     | Blancs et nuls | 53           | 0,40         | 215         | 1,62        |
| Exprimés       | Exprimés           | Exprimés       | 3 414        | 25,77        | 4 046       | 30,54       |

### Canton de Saint-Remy-en-Bouzemont-Saint-Genest-et-Isson
Le canton de Saint-Remy-en-Bouzemont-Saint-Genest-et-Isson s'étend de la plaine de Champagne aux rives du lac du Der-Chantecoq. Il élit depuis 1979, l'actuel maire de Vitry-le-François, Jean-Pierre Bouquet, qui a été réélu en 2004 au premier tour avec 50,9 % des suffrages. Ayant depuis pris la tête du groupe socialiste au conseil général, il se représente en 2011 face à l'UMP Claude Nicolas qui fut maire de Giffaumont-Champaubert pendant 24 ans et Patrice Collin, candidat du Front national qui habite à Bouy dans le nord de la Marne.
Jean-Pierre Bouquet est réélu le 20 mars, au premier tour, avec 53,23 % des voix, améliorant son score de 2004. Il devance le FN qui augmente de six points, de 18,01 % à 26,45 %, et l'UMP. L'ancien maire de Giffaumont ne récolte en effet que 20,32 % des suffrages et est même distancé par les deux autres candidats dans sa propre commune avec 18,4 %. Le conseiller général sortant arrive en tête dans l'ensemble des communes du canton, exception faite de Châtelraould-Saint-Louvent où il est devancé à la fois par le FN et l'UMP qui obtiennent respectivement 39,4 et 31,3 %. Jean-Pierre Bouquet l'emporte cependant largement dans sa commune de résidence Arrigny, où sa femme est maire, avec 65,2 % ainsi qu'à Lignon, où il réunit également 65,2 % des voix, et aux Rivières-Henruel à 68,2 %. Il réalise son meilleur résultat à Drosnay avec 74,07 % des suffrages. Au total, douze des vingt communes du canton, dont le chef-lieu, lui accordent la majorité absolue dès ce premier tour.
| Candidats      | Candidats            | Étiquette      | Premier tour | Premier tour |
| Candidats      | Candidats            | Étiquette      | Voix         | %            |
| -------------- | -------------------- | -------------- | ------------ | ------------ |
|                | Jean-Pierre Bouquet* | PS             | 964          | 53,23        |
|                | Patrice Collin       | FN             | 479          | 26,45        |
|                | Claude Nicolas       | UMP            | 368          | 20,32        |
|                |                      |                |              |              |
| Inscrits       | Inscrits             | Inscrits       | 3 612        | 100,00       |
| Abstentions    | Abstentions          | Abstentions    | 1 727        | 47,81        |
| Votants        | Votants              | Votants        | 1 885        | 52,19        |
| Blancs et nuls | Blancs et nuls       | Blancs et nuls | 74           | 2,05         |
| Exprimés       | Exprimés             | Exprimés       | 1 811        | 50,14        |

*sortant

### Canton de Sainte-Menehould
Le canton de Sainte-Menehould est le principal canton en termes de population et de superficie de l'Argonne marnaise. Il avait élu en 2004 Bertrand Courot, le maire (UMP) du chef-lieu, avec 51,7 % des voix face au PS. Le conseiller général sortant annonce cependant qu'il ne compte pas se représenter, critiquant l'« inutilité » du conseil général. Il apporte son soutien à Michel Baudot, dans le but d'effacer la candidature de Jean Notat, que la direction départementale de l'UMP semblait préférer. C'est donc ce premier qui se lance dans les cantonales avec l'investiture du parti présidentiel et le soutien du Nouveau Centre. Olivier Aimont, le chef de l'opposition municipale à Sainte-Menehould entre également en lice en tant que candidat sans étiquette de la société civile, soutenu par son association « Dialogue et transparence » et par Europe Écologie. Le PS local apporte son appui au maire (divers gauche) de Moiremont, Patrick Desingly. Le Front de gauche présente Patrick Million et le Front national a investi Cédric Mauclaire. La campagne s'est déroulée sur le terrain, seul le candidat frontiste n'a pas tenu de réunion publique, mais aussi sur internet où messieurs Aimont et Baudot possèdent un blog et Patrick Desingly une page Facebook. Une petite polémique est toutefois venue troubler le calme de la campagne : une photographie de la randonnée des 3 AS, organisée par des associations apolitiques d'équitation, apparaît sur les tracts d'Oliver Aimont a priori sans autorisation, pour illustrer la « valorisation de l'Argonne et sa forêt ».
Le 20 mars, le candidat de la majorité présidentielle arrive en tête du scrutin avec 33,4 % des suffrages. Il améliore ainsi le résultat de Bertrand Courot en 2004 (29,5 %), qui avait cependant trois candidats divers droite face à lui. On trouve en deuxième position Olivier Aimont qui réalise un « surprenant » 27 % devançant assez largement le candidat socialiste à 19 %, qui estime qu'il y a eu « confusion » entre cette élection et une élection municipale de Sainte-Menehould et qui n'atteint la première position qu'à Courtémont, Florent-en-Argonne et Moiremont. Les candidats UMP, PS et SE sont par ailleurs à égalité à Dommartin-Dampierre avec 25,8 %. Même s'il arrive en tête à Argers et Passavant-en-Argonne, le FN y obtient son score le plus faible du département avec 14,7 %, suivi par le communiste Patrick Million avec 5,9 %. Entre les deux tours, l'ensemble de la gauche apporte son soutien au candidat sans étiquette face à Michel Baudot qui compte mobiliser les abstentionnistes du premier tour. Oliver Aimont précise toutefois qu'il n'entend pas « trahir » ceux, notamment à droite, qui le soutiennent. Au second tour, il l'emporte de 88 voix. Il obtient ses meilleurs résultats à Villers-en-Argonne et Voilemont, dépassant les 70 %, ainsi qu'à Braux-Saint-Remy avec 84,4 %. Michel Baudot récolte quant à lui la majorité des suffrages dans le sud et l'ouest du canton, dont plus de 70 % à La Chapelle-Felcourt, La Croix-en-Champagne, Hans et Somme-Bionne. À Sainte-Menehould, Oliver Aimont décroche 51,94 % des voix, face au candidat du maire. Cependant, le soutien de la gauche à Oliver Aimont semble avoir troubler certains de ses électeurs : il perd par exemple des voix entre les deux tours à Laval-sur-Tourbe ; à Maffrécourt, là où le candidat sans étiquette et ses rivaux de gauche obtiennent 80 % des voix au premier tour, Oliver Aimont n'en obtient que 43 % au second.
| Candidats      | Candidats        | Étiquette      | Premier tour | Premier tour | Second tour | Second tour |
| Candidats      | Candidats        | Étiquette      | Voix         | %            | Voix        | %           |
| -------------- | ---------------- | -------------- | ------------ | ------------ | ----------- | ----------- |
|                | Michel Baudot    | UMP            | 1 053        | 33,43        | 1 525       | 48,60       |
|                | Olivier Aimont   | SE             | 851          | 27,02        | 1 613       | 51,40       |
|                | Patrick Desingly | DVG            | 599          | 19,02        |             |             |
|                | Cédric Mauclaire | FN             | 462          | 14,67        |             |             |
|                | Patrick Millon   | PCF            | 185          | 5,87         |             |             |
|                |                  |                |              |              |             |             |
| Inscrits       | Inscrits         | Inscrits       | 6 322        | 100,00       | 6 324       | 100,00      |
| Abstentions    | Abstentions      | Abstentions    | 3 063        | 48,45        | 2 919       | 46,16       |
| Votants        | Votants          | Votants        | 3 259        | 51,55        | 3 405       | 53,84       |
| Blancs et nuls | Blancs et nuls   | Blancs et nuls | 109          | 1,72         | 267         | 4,22        |
| Exprimés       | Exprimés         | Exprimés       | 3 150        | 49,83        | 3 138       | 49,62       |

### Canton de Sézanne
| Candidat       | Candidat          | Étiquette      | Premier tour | Premier tour | Second tour | Second tour |
| Candidat       | Candidat          | Étiquette      | Voix         | %            | Voix        | %           |
| -------------- | ----------------- | -------------- | ------------ | ------------ | ----------- | ----------- |
|                | René-Paul Savary* | UMP            | 1 790        | 57,13        | 2 227       | 72,64       |
|                | Gérard Bertrand   | FN             | 650          | 20,75        | 839         | 27,36       |
|                | Ahmed Afartout    | PS             | 432          | 13,79        |             |             |
|                | Nathalie Mayance  | PCF            | 261          | 8,33         |             |             |
|                |                   |                |              |              |             |             |
| Inscrits       | Inscrits          | Inscrits       | 7 742        | 100,00       | 7 741       | 100,00      |
| Abstentions    | Abstentions       | Abstentions    | 4 507        | 58,21        | 4 405       | 56,90       |
| Votants        | Votants           | Votants        | 3 235        | 41,79        | 3 336       | 43,10       |
| Blancs et nuls | Blancs et nuls    | Blancs et nuls | 102          | 3,15         | 270         | 8,09        |
| Exprimés       | Exprimés          | Exprimés       | 3 133        | 96,85        | 3 066       | 91,91       |

*sortant

### Canton de Suippes
| Candidat       | Candidat          | Étiquette      | Premier tour | Premier tour | Second tour | Second tour |
| Candidat       | Candidat          | Étiquette      | Voix         | %            | Voix        | %           |
| -------------- | ----------------- | -------------- | ------------ | ------------ | ----------- | ----------- |
|                | Agnès Person*     | UMP            | 1 539        | 42,28        | 2 134       | 63,12       |
|                | Elodie Petit      | FN             | 877          | 24,09        | 1 247       | 36,88       |
|                | Jean Huguin       | DVD            | 790          | 21,70        |             |             |
|                | Nathalie Malmberg | PS             | 434          | 11,92        |             |             |
|                |                   |                |              |              |             |             |
| Inscrits       | Inscrits          | Inscrits       | 8 886        | 100,00       | 8 786       | 100,00      |
| Abstentions    | Abstentions       | Abstentions    | 5 125        | 57,67        | 5 146       | 58,57       |
| Votants        | Votants           | Votants        | 3 761        | 42,33        | 3 640       | 41,43       |
| Blancs et nuls | Blancs et nuls    | Blancs et nuls | 121          | 3,22         | 259         | 7,12        |
| Exprimés       | Exprimés          | Exprimés       | 3 640        | 96,78        | 3 381       | 92,88       |

*sortant

### Canton de Thiéblemont-Farémont

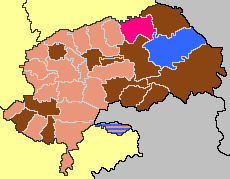
Candidat arrivé en tête par commune
Bruno Botella
Denis Domingues
Anna Réolon
Michel Journet

Le canton de Thiéblemont-Farémont se trouve dans le sud-est du département, entre la vallée de la Marne et celle de la Saulx. En 2004, il a réélu Christian Zapior (PS), maire d'Haussignémont, avec 68,75 % des suffrages face au Front national. Le conseiller général sortant ne souhaite pas se représenter en 2011 pour des raisons personnelles. Anna Réolon, adjointe au maire de Vitry-le-François, est investie par le PS après le vote des militants qui l'ont préférée à Bruno Botella par 6 voix contre 2. Ce dernier a tout de même décidé de se présenter sans étiquette, pour « défendre la ruralité » face à une candidate socialiste qui n'habite pas le canton et qui, avec son suppléant, « ne représentent que les villes ». Le maire d'Heiltz-le-Hutier, qui avait tout fait pour que Christian Zapior se représente, reçoit le soutien du conseiller général sortant. L'UMP soutient quant à elle Michel Journet, le maire de Cheminon et président de la communauté de communes Saulx et Bruxenelle, qui se déclare lui aussi sans étiquette et désire également poursuivre le travail du conseiller sortant. Le candidat du FN est Denis Domingues, qui vit à La Veuve, au nord de Châlons-en-Champagne.
Au soir du premier tour, Bruno Botella arrive en tête du scrutin avec 31,1 %, devançant de peu Denis Domingues à 28,7 %. Plus loin, la candidate officielle du PS arrive en troisième position avec 20,7 % devant le candidat de la droite à 19,5 %. Le candidat divers gauche est seul en première position dans 17 communes sur 33. Il dépasse ou égale les 50 % à Bignicourt-sur-Saulx, Haussignémont, Plichancourt, Scrupt et sa commune d'Heiltz-le-Hutier, où il obtient 73,95 %. Le FN est en tête dans douze communes du canton et frôle la majorité à Saint-Eulien, Saint-Vrain et Vouillers. Anna Réolon n'arrive en tête que dans la ville de son suppléant, Pargny-sur-Saulx, et Michel Journet dans sa commune de Cheminon avec 65,9 % ainsi qu'à Sapignicourt, à égalité avec Bruno Botella à 27,7 %. Ce premier tour est considéré avant tout comme la victoire de Christian Zapior puisque son « poulain » devance assez largement Anna Réolon. Pour le second tour, Michel Journet appelle à voter en faveur de Bruno Botella, tout comme le Parti socialiste marnais. Au second tour, la légère hausse de la participation profite au FN qui rassemble plus de 40,6 % des voix. Même si Bruno Botella l'emporte assez largement avec 59,39 %, il ne retrouve pas toutes les voix des candidats éliminés qui le soutiennent. Il ne récolte d'ailleurs que 55 % dans les deux principales villes du canton : Sermaize-les-Bains et Pargny-sur-Saulx. Il obtient son meilleur score dans sa commune avec 91 % des voix ; il dépasse également les 70 % à Orconte, Étrepy et Scrupt. Denis Domingues l'emporte à Saint-Eulien, Saint-Vrain et Vouillers, d'une seule voix dans cette dernière. Il arrive cependant à égalité avec le candidat de gauche à Isle-sur-Marne et n'échoue que d'une voix face à Bruno Botella à Matignicourt-Goncourt, Ponthion et Saint-Lumier-la-Populeuse.
| Candidats      | Candidats       | Étiquette      | Premier tour | Premier tour | Second tour | Second tour |
| Candidats      | Candidats       | Étiquette      | Voix         | %            | Voix        | %           |
| -------------- | --------------- | -------------- | ------------ | ------------ | ----------- | ----------- |
|                | Bruno Botella   | DVG            | 1 158        | 31,11        | 2 226       | 59,39       |
|                | Denis Domingues | FN             | 1 067        | 28,67        | 1 552       | 40,61       |
|                | Anna Réolon     | PS             | 770          | 20,69        |             |             |
|                | Michel Journet  | DVD            | 727          | 19,53        |             |             |
|                |                 |                |              |              |             |             |
| Inscrits       | Inscrits        | Inscrits       | 8 743        | 100,00       | 8 741       | 100,00      |
| Abstentions    | Abstentions     | Abstentions    | 4 923        | 56,31        | 4 800       | 54,91       |
| Votants        | Votants         | Votants        | 3 820        | 43,69        | 3 941       | 45,09       |
| Blancs et nuls | Blancs et nuls  | Blancs et nuls | 98           | 1,12         | 193         | 2,21        |
| Exprimés       | Exprimés        | Exprimés       | 3 722        | 42,57        | 3 748       | 42,88       |

### Canton de Ville-en-Tardenois
| Candidat       | Candidat             | Étiquette      | Premier tour | Premier tour | Second tour | Second tour |
| Candidat       | Candidat             | Étiquette      | Voix         | %            | Voix        | %           |
| -------------- | -------------------- | -------------- | ------------ | ------------ | ----------- | ----------- |
|                | Michel Caquot*       | UMP            | 2 319        | 52,37        | 3 135       | 72,96       |
|                | Bruno Cornu          | FN             | 954          | 21,54        | 1 162       | 27,04       |
|                | Laurence Delvincourt | PS             | 879          | 19,85        |             |             |
|                | Catherine Lecocq     | PCF            | 276          | 6,23         |             |             |
|                |                      |                |              |              |             |             |
| Inscrits       | Inscrits             | Inscrits       | 10 108       | 100,00       | 10 057      | 100,00      |
| Abstentions    | Abstentions          | Abstentions    | 5 544        | 54,85        | 5 379       | 53,49       |
| Votants        | Votants              | Votants        | 4 564        | 45,15        | 4 678       | 46,51       |
| Blancs et nuls | Blancs et nuls       | Blancs et nuls | 136          | 2,98         | 381         | 8,14        |
| Exprimés       | Exprimés             | Exprimés       | 4 428        | 97,02        | 4 297       | 91,86       |

*sortant

### Canton de Vitry-le-François-Ouest
Le canton de Vitry-le-François-Ouest comprend les quartiers du Hamois, du Grand-Parc, du Bas-Village, les Bords de Marne et le Centre ville de Vitry-le-François ainsi que les campagnes à l'ouest de la ville. Le canton a élu en 2004 Jean-Luc Mathieu, maire socialiste de Loisy-sur-Marne avec 45,45 % des suffrages face au maire (UMP) de Vitry-le-François de l'époque, Michel Biard, et à Pascal Erre (FN) qui obtiennent respectivement 37,4 % et 17,15 %. À la suite du décès du conseiller général en 2007, Thierry Mouton est élu avec 59,1 % une nouvelle fois face à Michel Biard. En 2011, le conseiller général sortant, qui est entre-temps devenu adjoint au maire de Vitry-le-François, brigue un second mandat. À sa gauche, après le désistement de Jean Walszack, qui ne désire pas diviser davantage la gauche, se présente la communiste Maryline Lagler, ancienne employée municipale. À droite, deux candidats sont en lice : Romain Desanlis, délégué UMP de la 5e circonscription de la Marne ainsi que Jérôme Harlé, qui se revendique sans étiquette. Enfin, Pascal Erre, le président du FN marnais est pour la troisième fois candidat dans ce canton.
Thierry Mouton prend la tête du premier tour avec près de 40,3 % des voix. La forte abstention qui atteint 62,4 %, avec 49,9 % de votants dans les campagnes et seulement 33,4 % de ville, et la division de la droite semblent profiter à Pascal Erre qui arrive en seconde position derrière le conseiller sortant avec 27 %, alors qu'il ne faisait qu'à peine 9 % en 2007. Suivent le candidat UMP à 21,5 %, son concurrent de droite à 7,3 % et la candidate communiste avec 3,9 %. Romain Desanlis arrive en tête à Blacy, Drouilly et Songy mais est devancé de douze points par le FN à Vitry-le-François. Thierry Mouton arrive en tête partout ailleurs et obtient jusqu'à 54,5 % des voix à Loisy-sur-Marne. Pour le second tour, seule Maryline Lagler appelle à voter pour le socialiste face au Front national. Thierry Mouton l'emporte au second tour, avec plus de 61 % des suffrages. S'il obtient 69 % des suffrages à Courdemanges et Maisons-en-Champagne ou encore près de 72 % à Loisy, le Front national dépasse les 40 % sur Vitry-le-François, notamment en Centre ville où il rassemble entre 43 et 46 % des voix. Pascal Erre, qui gagne douze points entre les deux tours, obtient également de bons résultats à Blacy avec 48,6 % ainsi qu'à Songy, où il n'est devancé que d'une voix par le socialiste.
| Candidats      | Candidats       | Étiquette      | Premier tour | Premier tour | Second tour | Second tour |
| Candidats      | Candidats       | Étiquette      | Voix         | %            | Voix        | %           |
| -------------- | --------------- | -------------- | ------------ | ------------ | ----------- | ----------- |
|                | Thierry Mouton* | PS             | 1 414        | 40,26        | 2 149       | 61,07       |
|                | Pascal Erre     | FN             | 948          | 26,99        | 1 370       | 38,93       |
|                | Romain Desanlis | UMP            | 756          | 21,53        |             |             |
|                | Jérôme Harlé    | DVD            | 257          | 7,32         |             |             |
|                | Maryline Lagler | PCF            | 137          | 3,90         |             |             |
|                |                 |                |              |              |             |             |
| Inscrits       | Inscrits        | Inscrits       | 9 111        | 100,00       | 9 109       | 100,00      |
| Abstentions    | Abstentions     | Abstentions    | 5 505        | 60,42        | 5 295       | 58,13       |
| Votants        | Votants         | Votants        | 3 606        | 39,58        | 3 814       | 41,87       |
| Blancs et nuls | Blancs et nuls  | Blancs et nuls | 94           | 1,03         | 295         | 3,24        |
| Exprimés       | Exprimés        | Exprimés       | 3 512        | 38,55        | 3 519       | 38,63       |

*sortant